# Carl Sieg
Carl Sieg (* 4. August 1784 in Magdeburg; † 13. April 1845 ebenda) war ein deutscher Porträtmaler und Lithograf.

## Leben
Carl Sieg war der Sohn des Buchbinders Friedrich Christian Sieg. Zunächst begann er eine Lehre im Beruf seines Vaters, wandte sich dann aber dem Malen und Zeichnen zu. Er studierte bereits vor 1802 an der Königlich Magdeburgischen Provinzial-Kunstschule. Über seine weitere Ausbildung existieren nur ungefähre Angaben. Höchstwahrscheinlich setzte er sein Studium um 1802, spätestens aber ab 1807 an der Königlichen Akademie der bildenden Künste und mechanischen Wissenschaften in Berlin fort. Zumindest ist seine Teilnahme an der Berliner Akademie-Ausstellung verbürgt.
1808 machte sich Sieg dann auf den Weg nach Paris um sich dort weiter künstlerisch ausbilden zu lassen. Während der Anreise traf er den Maler und Holzbildhauer Franz Catel, mit dem er anschließend im elsässischen Neuweiler zusammenarbeitete. Von 1809 bis 1813 hielt sich Sieg in Paris auf. Er wurde Schüler an der École des beaux-arts sowie in den Ateliers von François-André Vincent und Jacques-Louis David.
Von 1813 bis 1816 folgte ein längerer Romaufenthalt, bevor er ab 1816 endgültig nach Magdeburg zurückkehrte. Lediglich von 1819 bis 1821 hielt er sich nochmals längere Zeit außerhalb seiner Heimatstadt, diesmal in Berlin, auf.
In Magdeburg lebte er an der Adresse Alter Markt 1 und war auch als Buchbinder und Papierhändler tätig.

## Werke (Auswahl)
- Heilige Familie, Verbleib unbekannt
- Miniaturporträt einer Frau, Verbleib unbekannt
- Zwei Alben mit Skizzen, um 1810, Tusche, laviert, Kohle mit Deckweiß gehöht, Bleistift auf unterschiedlich gefärbten Bütten, 20 × 28 cm, Verbleib unbekannt, zuletzt: Kunsthandel, Berlin, Auktion Jeschke, Greve & Hauff, 5. Juni 2005.
- Niederlegung des Leichnams Christi am Fuße des Kreuzes durch Joseph von Arimathia, 1818, Andachtsbild, Sebastianskirche Magdeburg
- Bildnis des Dompredigers Bake, 1831, Öl/Lw, 124 × 93 cm, 153 × 123 cm mit Rahmen, Kulturhistorisches Museum Magdeburg[3]
- Bildnis des Konsistorialrats Joh. Fr. Wilh. Koch, Kulturhistorisches Museum Magdeburg
- Bildnis von Thorvaldsen 1816, Zeichnung (nach W. Schadow, Kupferstichkabinett Berlin)
- Bildnisse von Mitgliedern des deutschen Künstlerkreises in Rom (u. a. J. A. Koch, J. Chr. Reinhart, F. Overbeck, F. Olivier)
- Bildnisse des Magdeburger Freundeskreises Siegs (1815–25, versteigert bei C. G. Boerner, Leipzig 1914)